# Чесута (Салерно)
Чесута је насеље у Италији у округу Салерно, региону Кампанија.
Према процени из 2011. у насељу је живело 528 становника. Насеље се налази на надморској висини од 858 м.